# Trogon de les Filipines
El trogon de les Filipines (Harpactes ardens) és una espècie d'ocell de la família dels trogònids (Trogonidae) que habita Luzon, illes Polillo, Catanduanes, Marinduque, Samar, Leyte, Bohol, Dinagat, Mindanao i Basilan, a les illes Filipines.